# میلینکو یرگوویچ
میلیِنکو یِرگوویچ (به کرواتی: Miljenko Jergović) (زاده ۲۸ می ۱۹۶۶ در سارایوو ،بوسنی هرزگووین) نویسنده و خبرنگار اهل بوسنی است.

## زندگی‌نامه
یرگوویچ در دانشکدهٔ فلسفهٔ دانشگاه سارایوو در رشته فلسفه و جامعه‌شناسی تحصیلات خود را به پایان برده‌است.
او نویسندهٔ پرکار و پرآوازه‌ای در جمهوری‌های نوبنیاد بالکان است. برخی کارشناسان او را با نویسنده برنده جایزه نوبل ادبیات ایوو آندریچ (۱۹۷۵–۱۸۹۲) مقایسه می‌کنند. تاکنون بیش از بیست اثر از میلیِنکو یِرگوویچ به چاپ رسیده‌است.
کتاب «مارلبوروی سارایوویی» Sarajevski Marlboro نخستین اثر وی است که در سال ۱۹۹۴ به چاپ رسید. این کتاب با موفقیت جهانی روبرو شد و افزون بر ترجمه به بیش از بیست زبان دو جایزه جهانی Ericha-Marije Remarquea و Ksaver Šandor Gjalski را نیز از آن خود کرد.
این کتاب سال بعد به دو زبان ایتالیایی و فرانسوی ترجمه شد و پس از آن نیز به زبان‌های آلمانی، انگلیسی و دیگر زبان‌های جهانی ترجمه شد.
همین کتاب تحت نام «سارایوو و یک چاه آب» توسط ابتهاج نوایی از زبان کرواتی به فارسی برگردانده شده‌است. (چاپ نخست: نشر نیکا، ۱۳۹۳، چاپ دوم: نشر نیکا ۱۳۹۷)
کتاب نامبرده با داستان‌های به ظاهر ساده ولی پُر از استعاره‌های بسیار ژرف، از سرگذشت غمناک ولی جذاب سارایوو در زمان جنگ حکایت دارد. سرنوشت قهرمانان یِرگُویچ که انسان‌هایی ساده از سه قومیت گوناگون هستند ما را برآن می‌دارند تا دست کم، لحظات تراژدیِ سارایوو را تا اندازه‌ای درک کنیم. سبک مالیخولیایی یِرگُویچ و شوخ‌طبعی بُسنیایی او در این کتاب بیهودگی جنگ را به عنوان مفهومی که از مرزهای بالکان هم فراتر می‌رود محکوم می‌کند و درک درست جنگ و صلح را که در اصل کلید کامیابی میلیِنکو یِرگُویچ به عنوان نویسنده است را نشان می‌دهد.
جوایز ادبی مهم دیگری نیز به این نویسنده اهدا شده‌است که می‌توان از «جایزهٔ ادبی Premio Grinzane Cavour 2003 از ایتالیا و جایزهٔ Angelus 2012 از لهستان نام برد.

## کتابشناسی
- Opservatorija Varšava 1988. , رصدخانهٔ ورشو
- Uči li noćas neko u ovom gradu japanski? 1992, کسی امشب در این شهر ژاپنی یادمی‌گیرد؟
- Himmel Comando 1992.. ,
- Sarajevski Marlboro 1994. , (عنوان ترجمهٔ فارسی: سارایوو و یک چاه آب)
- Karivani 1995. , کاروان‌ها
- Preko zaleđenog mosta 1996. , آنسوی پل سبز
- Naci bonton 1998. ,
- Mama Leone 1999. , ماما لئونا
- Historijska čitanka 2 2000. , متون تاریخی 2
- Kažeš anđeo 2000. , می‌گویی فرشته
- Hauzmajstor Šulc 2001. ,
- Buick Rivera 2002. ,
- Dvori od oraha 2003. , کاخ‌هایی از گردو
- Rabija i sedam meleka 2004. , ربیعه و هفت فرشته
- Inšallah Madona, inšallah 2004. ، انشا الله مادونا ان شاالله
- Glorija in excelsis 2005. ,
- Ruta Tannenbaum 2006. ,
- Historijska čitanka 1 2006. ، متون تاریخی 1
- Žrtve sanjaju veliku ratnu pobjedu 2006. , قربانیان خواب پیروزی بزرگ در جنگ را می‌بینند
- Drugi poljubac Gite Danon 2007. بوسهٔ دوم گیتا دانون
- فری لندر 2007،
- سردا می‌خواند، در تاریکی، برای ارواح 2007،
- وُلگا وُلگا 2009،
- داستان کُرینا 2010،
- پدر 2010،
- وقایع نگاری زاگرب 2010،
- بُسنی هرزگوین، آیندهٔ جنگ ناتمام 2010،
- آیا جهان اسکار اشمیدت را بیاد می‌آورد 2010،
- سگ‌های دریاچه 2010،
- رقص تانگو و دیگر قصه‌ها 2010،
- جوز هندی، لیمو و زردچوبه 2011،
- گزیده سروده‌های نانا مازوتا 2011.